# Maigret i goście z Europy Wschodniej

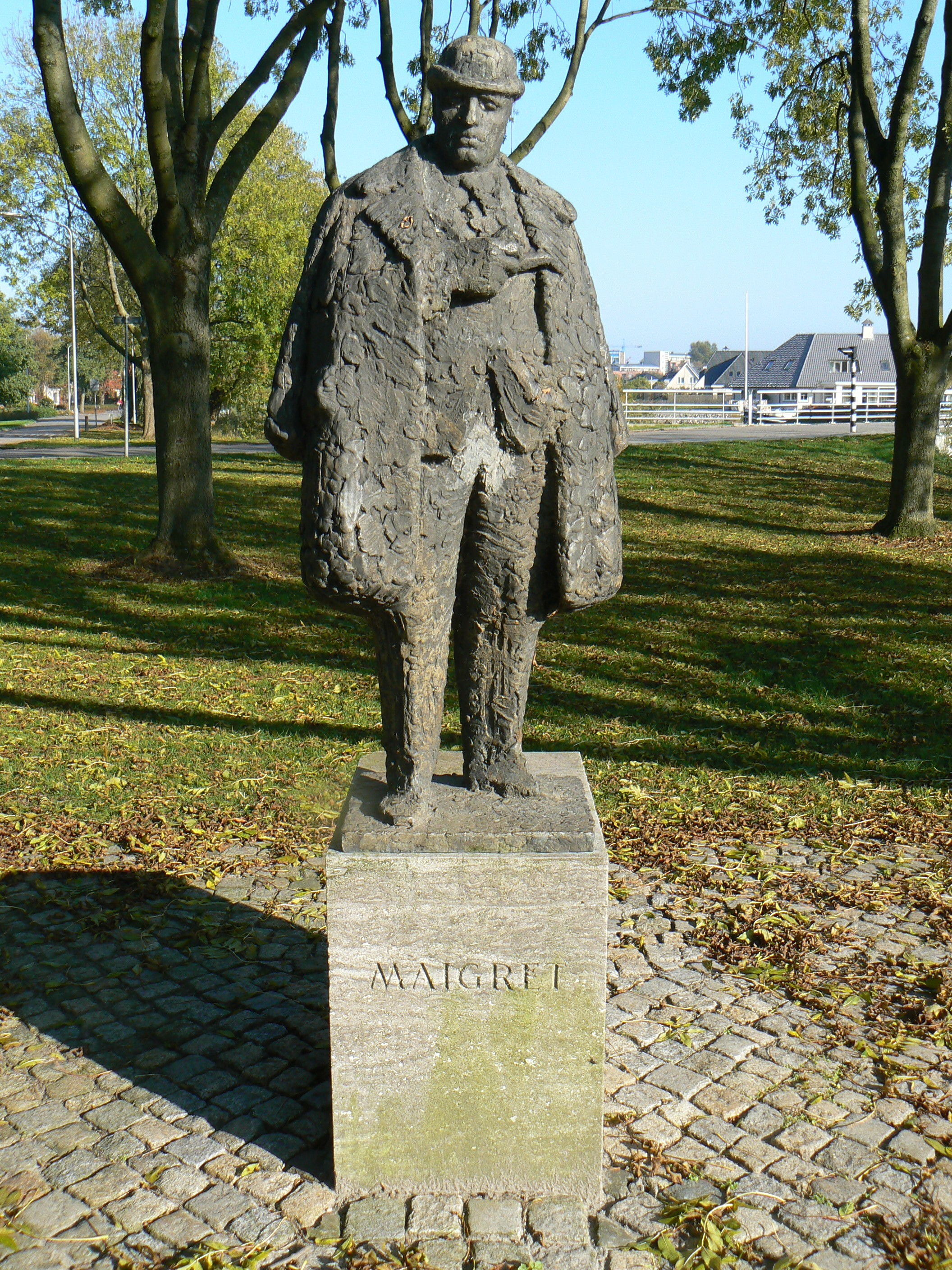
Komisarz Maigret

Maigret i goście z Europy Wschodniej (Pietr-le-Letton) – powieść detektywistyczna belgijskiego pisarza Georgesa Simenona z 1931 roku; pierwsza, w której pojawia się komisarz Jules Maigret.

## Fabuła
Maigret zostaje powiadomiony przez Interpol, że Pietr Łotysz, międzynarodowy oszust i lider głośnego Gangu Bałtyckiego, jest w drodze do Paryża. Znając tylko opis tej osoby, Maigret i brygada z Police Judiciaire zamierzają zatrzymać go na Gare du Nord. Kiedy jednak komisarz dostrzega mężczyznę odpowiadającego opisowi, zostaje wezwany do jednego z wagonów, gdzie znaleziono ciało, także zgodne z opisem.
Śledzony pierwszy mężczyzna melduje się w hotelu jako Oswald Oppenheim, biznesmen, który przybył do Paryża, aby spotkać się z Amerykaninem, Mortimerem Levingtonem, i jego żoną.
Oględziny zwłok prowadzą Maigreta do nadmorskiego miasteczka Fécamp i do rodziny norweskiego kapitana statku handlowego, Olafa Swaana, kolejnego mężczyzny pasującego do opisu. Obserwacja domu naprowadza go na ślad jeszcze jednego identycznego mężczyzny, wędrującego Rosjanina, potem zidentyfikowanego jako Fiodor Jurewicz. Maigret wraca, podążając za Jurewiczem, do Paryża, do taniego hotelu w dzielnicy Le Marais, gdzie mieszka on z prostytutką, Anną Gorskin.